# Mentha
Mentha es un género de plantas herbáceas vivaces, perteneciente a la familia Lamiaceae (lamiáceas o labiadas). Se estima que cuenta con trece a dieciocho especies, aunque la diferencia entre ellas es aún incierta. La hibridación entre algunas especies se da de forma natural, además de existir numerosos cultivares.
El género tiene distribución cosmopolita y se encuentra en Europa, Asia, África, Oceanía y América.

## Descripción

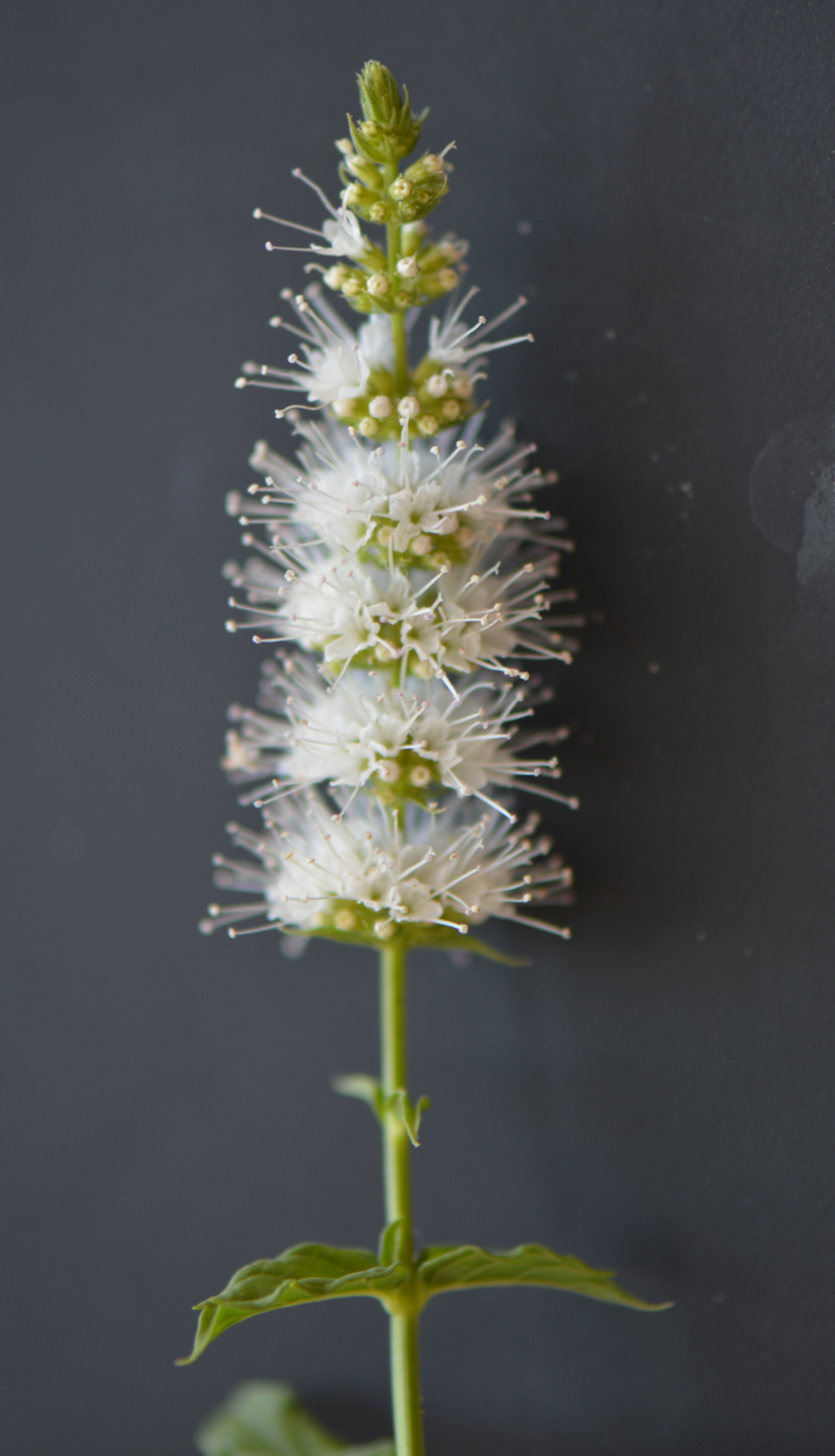
Verticilastros florales de una espira.

Son unas plantas herbáceas perennes y aromáticas que alcanzan una altura máxima de 120 cm aproximadamente. Emiten numerosos estolones subterráneos y superficiales. Las hojas, a menudo ligeramente pubescentes, se disponen en pares opuestos, simples y de forma oblonga a lanceolada, a menudo con margen dentado. La corola de las flores es gamopétala, con cuatro lóbulos desiguales, el lóbulo superior suele ser el más grande. El fruto es una cápsula con hasta cuatro semillas.

## Taxonomía
El género fue descrito por Carlos Linneo y publicado en Species Plantarum 2: 576, en 1753.

#### Etimología
Mentha: nombre antiguo proveniente del latín menta, y este a su vez, del nombre griego Μίνθη (Menthe, Mintha o Minthe) de la ninfa náyade Minta, hija del Cocito (humo infernal), amante de Hades, la cual fue convertida en la planta de menta por la esposa de Hades, Perséfone al descubrir que su esposo planeaba abandonarla para volver con la ninfa, quien había sido su amante mucho antes de su casamiento con la diosa. Este nombre para una planta fue utilizado por primera vez por Cayo Plinio Segundo (Como, 23 - Estabia, 25 de agosto de 79)

## Especies
Comprende 24 especies, 15 híbridos, 11 subespecies y 15 variedades aceptados:
- Mentha alaica Boriss., 1954
- Mentha aquatica L., 1753 - menta acuática.[15]
- Mentha arvensis L., 1753 - almoradux, menta silvestre o sándalo de huerta.[15]
- Mentha atrolilacina B.J.Conn y D.J.Duval, 2010
- Mentha australis R.Br., 1810
- Mentha canadensis L., 1753
- Mentha cervina L., 1753
- Mentha cunninghamii (Benth.) Benth., 1848
- Mentha dahurica Fisch. ex Benth., 1833
- Mentha darvasica Boriss., 1954
- Mentha diemenica Spreng., 1825
- Mentha gattefossei Maire, 1922
- Mentha grandiflora Benth., 1848
- Mentha japonica (Miq.) Makino, 1905
- Mentha laxiflora Benth., 1848
- Mentha longifolia (L.) L., 1759
  - Mentha longifolia subsp. capensis (Thunb.) Briq., 1897
  - Mentha longifolia subsp. longifolia
  - Mentha longifolia subsp. noeana (Briq.) Briq., 1897
  - Mentha longifolia subsp. typhoides (Briq.) Harley, 1980
  - Mentha longifolia subsp. wissii (Launert) Codd, 1983
  - Mentha longifolia var. amphilema Briq. ex Rech.f., 1982
  - Mentha longifolia var. asiatica (Boriss.) Rech.f., 1982
  - Mentha longifolia var. austroafghanica Rech.f., 1982
  - Mentha longifolia var. chlorodictya Rech.f., 1982
  - Mentha longifolia var. kermamensis Rech.f., 1982
  - Mentha longifolia var. kotschyana (Boiss.) Briq., 1896
  - Mentha longifolia var. muqarrabica Shinwari y Chaudhri, 1992
  - Mentha longifolia var. petiolata Boiss., 1879
  - Mentha longifolia var. schimperi (Briq.) Briq., 1896
  - Mentha longifolia var. swatica Shinwari y Chaudhri, 1992
- Mentha micrantha (Fisch. ex Benth.) Heinr.Braun, 1890
- Mentha pamiroalaica Boriss., 1954
- Mentha pulegium L., 1753 - poleo.
- Mentha requienii Benth., 1833
  - Mentha requienii subsp. bistaminata Mannocci y Falconcini, 1985
  - Mentha requienii subsp. requienii
- Mentha royleana Wall. ex Benth., 1830
  - Mentha royleana var. afghanica (Murata) Rech.f., 1982
  - Mentha royleana var. detonsa (Briq.) Rech.f., 1982
  - Mentha royleana var. gilgitica Shinwari y Chaudhri, 1992
  - Mentha royleana var. glabra Shinwari y Chaudhri, 1992
  - Mentha royleana var. royleana
- Mentha satureioides R.Br., 1810
- Mentha spicata L., 1753 - hierbabuena, hierba buena o yerbabuena.[16][17]
  - Mentha spicata subsp. condensata (Briq.) Greuter y Burdet, 1985
  - Mentha spicata subsp. spicata
- Mentha suaveolens Ehrh., 1792 - mastranto o mastranzo.
  - Mentha suaveolens subsp. suaveolens
  - Mentha suaveolens subsp. timija (Coss. ex Briq.) Harley, 1997

#### Híbridos
Estos se pueden generar entre el cruce de algunas de las especies
- Mentha × carinthiaca Host, 1831
- Mentha × dalmatica Tausch, 1828
- Mentha × dumetorum Schult., 1809
- Mentha × gayeri Trautm., 1933
- Mentha × gracilis Sole, 1798
- Mentha × kuemmerlei Trautm., 1933
- Mentha × locyana Borbás, 1900
- Mentha × piperita L., 1753 - menta piperita.[15]
- Mentha × pyramidalis Ten., 1812
- Mentha × rotundifolia (L.) Huds., 1762 - mastranzo o padrasto.[15]
- Mentha × suavis Guss., 1826
- Mentha × verticillata L., 1753 - sándalo de huerta.[15]
- Mentha × villosa Huds., 1778
- Mentha × villosa-nervata Opiz, 1831
- Mentha × wirtgeniana F.W.Schultz, 1854

## Cultivo

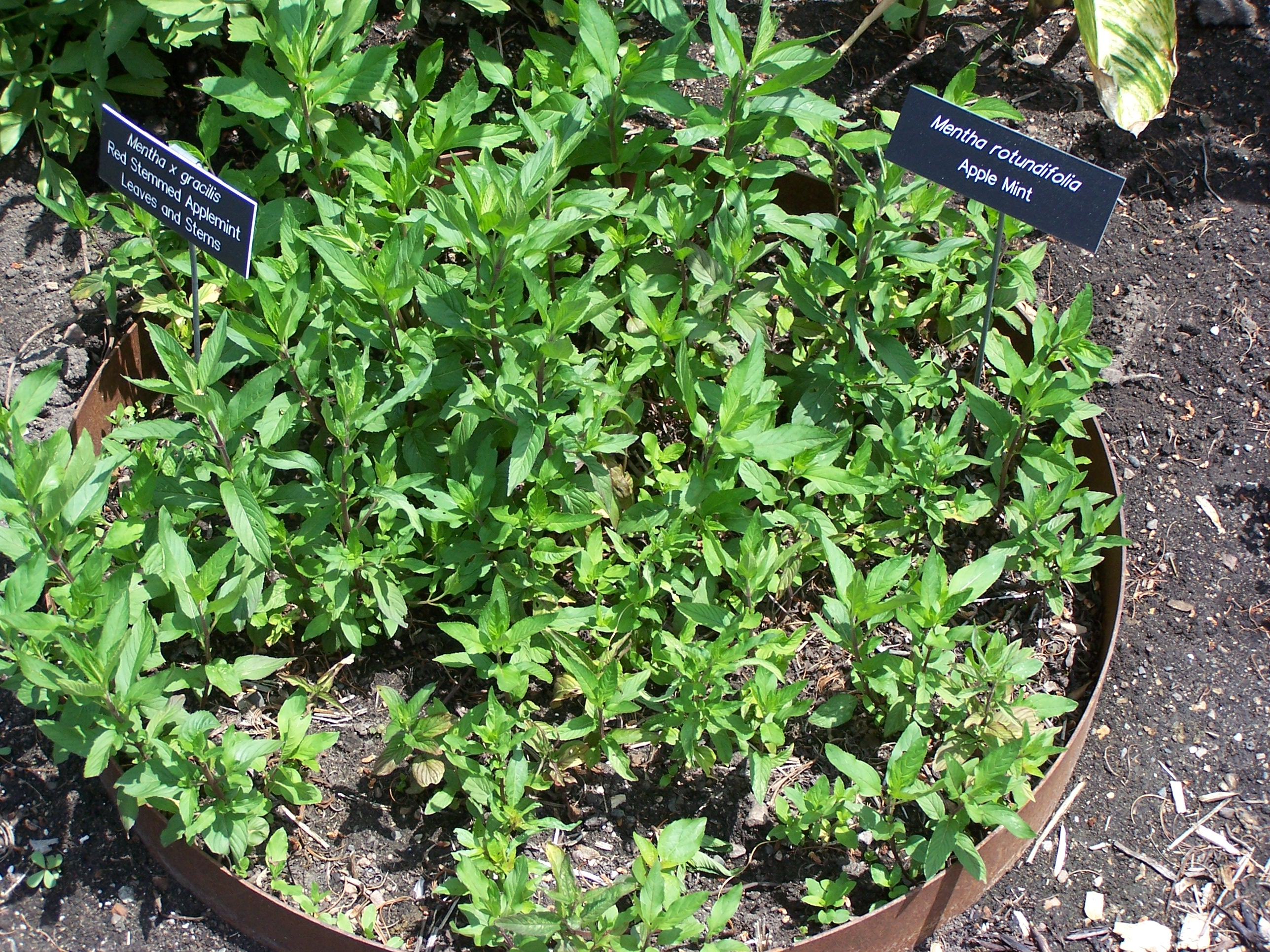
Mentha × gracilis y M. rotundifolia: El anillo de acero sirve para controlar la propagación de la planta.

Todas las mentas prosperan cerca de charcos de agua, lagos, ríos y lugares húmedos y frescos en sombra parcial.En general, las mentas toleran una amplia gama de condiciones, y también pueden cultivarse a pleno sol. La menta crece durante todo el año.
Son de crecimiento rápido, extendiendo su alcance a lo largo de las superficies a través de estolones. Debido a su rápido crecimiento, una planta de cada menta deseada, junto con un poco de cuidado, proporcionará menta más que suficiente para uso doméstico. Algunas especies de menta son más invasoras que otras. Para controlar las mentas en un entorno abierto, deben plantarse en recipientes profundos y sin fondo hundidos en el suelo, o plantarse sobre el suelo en tinas y barriles.
Algunas mentas se pueden propagar por semillas, pero el crecimiento a partir de semillas puede ser un método poco fiable para la cría de menta por dos razones: las semillas de menta son muy variables -uno podría no acabar con lo que se supone que se plantó - y algunas variedades de menta son estériles. Es más eficaz tomar y plantar esquejes de los estolones de las mentas sanas.
Las mentas más comunes y populares para el cultivo comercial son Mentha × piperita, Mentha spicata, Mentha × gracilis, Mentha arvensisy Mentha suaveolens.
Son sensibles a la mosca blanca y a los pulgones.
Las hojas de menta pueden recolectarse en cualquier momento. Las hojas frescas deben utilizarse inmediatamente o guardarse hasta unos días en bolsas de plástico en el frigorífico. También se pueden congelar en cubiteras. Las hojas de menta secas deben guardarse en un recipiente hermético en un lugar fresco, oscuro y seco.

### Usos culinarios
Varias de las especies del género se utilizan en platos dulces y repostería,(tiene un olor fuerte y te refresca la boca) así como en platos salados: 
Con la especie Mentha spicata, la hierbabuena, se elabora el té moruno en el Magreb. También se utiliza en la preparación del quibbe. 
En España se utiliza en ocasiones para aromatizar guisos como la olla gitana típica de Almería y Murcia. También puede utilizarse en otros guisos como el cocido cordobés, el cocido chiclanero, el cocido jiennense o el cocido madrileño, apareciendo la hierbabuena en la letra de la famosa copla Cocidito Madrileño, compuesta por Rafael de León en 1949 y popularizada en distintas épocas por los cantantes Pepe Blanco y Manolo Escobar: «Cocidito madrileño, repicando en la buhardilla, que me huele a yerbabuena y a verbena en las Vistillas». También es frecuente que acompañe los guisos que llevan caracoles.
La Menta × piperita es un ingrediente imprescindible de la cocina inglesa y estadounidense para la preparación de la pierna de cordero con salsa de menta. También tiene presencia en el tabule libanés, el mojito cubano o el Phở vietnamita.
Es un aroma clásico en chicles, caramelos y licores como el Julepe de menta, la crema de menta elaborada con Mentha requienii o el Peppermint frappé que dio a su vez título a una película de Carlos Saura.